# Rio Pardo
Rio Pardo is een gemeente in de Braziliaanse deelstaat Rio Grande do Sul. De gemeente telt 38.989 inwoners (schatting 2009).

## Hydrografie
De plaats ligt aan de rivier de Jacuí.

## Aangrenzende gemeenten
De gemeente grenst aan Butiá, Cachoeira do Sul, Candelária, Encruzilhada do Sul, Minas do Leão, Pantano Grande, Passo do Sobrado, Santa Cruz do Sul, Vale Verde en Vera Cruz.

## Verkeer en vervoer
De plaats ligt aan de wegen BR-471 en RS-403.